# Janet Jennings
Janet Jennings (Monroe, 1842 - 31 de dezembro de 1917) foi uma enfermeira e repórter americana, mais notável por seu trabalho no Seneca: um navio usado para viajar de volta de Cuba durante a Guerra Hispano-Americana. Enquanto estava no Seneca, Jennings cuidou de centenas de pacientes feridos e doentes, apesar da quase completa falta de recursos médicos.

## Primeiros anos
Janet Jennings nasceu em 1842 em Green County, Wisconsin, onde cresceu em uma família de doze filhos. Jennings começou sua carreira como professora em Monroe, Wisconsin. Mais tarde ela partiu para Washington, D.C. para se juntar à Cruz Vermelha Americana e ajudar a cuidar de um de seus irmãos, que foi ferido na guerra. Como membro da Cruz Vermelha, Jennings foi associada de Clara Barton e ajudou outros soldados feridos na Guerra Civil Americana. Jennings permaneceu em Washington D.C. após o fim da Guerra Civil para trabalhar como repórter no Departamento do Tesouro dos Estados Unidos, posteriormente relatando para vários jornais.

## Morte
Jennings morreu em 1917 de um derrame. Ela está enterrada no cemitério de Greenwood em Green County, Wisconsin, ao lado de seus pais e irmãos.